# Kościół Świętych Apostołów Piotra i Pawła w Zieleniu
Kościół Świętych Apostołów Piotra i Pawła w Zieleniu – rzymskokatolicki kościół parafialny należący do parafii pod tym wezwaniem (dekanat Kowalewo Pomorskie diecezji toruńskiej).
Jest to świątynia wybudowana z cegły i kamienia polnego w pierwszej połowie XIV stulecia. Wnętrze budowli jest ozdobione polichromią gotycką z drugiej połowy XIV wieku. Na poddaszu, na ścianach szczytowych nawy zachowała się dwukolorowa wić roślinna z około 1380 roku, z kolei na szczycie wschodnim są umieszczone posągi: św. Magdaleny, św. Krzysztofa z tego samego czasu a także ukrzyżowanie z około 1420 roku. Barokowy ołtarz główny świątyni, odrestaurowany w 1877 roku powstał w połowie XVII wieku. W środkowej części ołtarza jest umieszczony obraz świętych Piotra i Pawła z 1877 roku. W ołtarzach bocznych widnieją XVIII-wieczne obrazy ludowe namalowane na desce: św. Barbary i Świętej Rodziny. Świątynia jest także ozdobiona XVIII-wiecznymi rzeźbami św. Michała Archanioła, św. Antoniego, św. Franciszka i Chrystusa Zmartwychwstałego. Osobliwością budowli jest granitowe aspersorium z przełomu XIII i XIV wieku. Chrzcielnica i ambona powstały w XVIII stuleciu. Elementem cennej sztuki złotniczej jest kielich mszalny z 1736 roku ufundowany przez Andrzeja Pelkowskiego z Pływaczewa. Ciekawe są również inne cenne elementy wyposażenia budowli: cynowy krzyż ołtarzowy z XVIII stulecia, XVIII-wieczne lichtarze cynowe, monstrancja, pacyfikał, wieczna lampka a także świeczniki i żyrandole z XIX wieku. Do dziś można oglądać dzwon kościelny odlany w 1766 roku przez Mikołaja Petersilgego z Torunia.